# One New York Plaza
One New York Plaza ist ein Wolkenkratzer in Manhattan in New York City, USA. Der Büroturm befindet sich als südlichster Wolkenkratzer der Insel Manhattan am East River und dominiert gemeinsam mit benachbarten Hochhäusern die östliche Skyline von Downtown Manhattan.

## Beschreibung
Der Turm befindet sich im Viertel South Ferry im Financial District von Manhattan an der Südspitze der gleichnamigen Insel. Er steht direkt gegenüber der Fährterminals Staten Island Ferry Whitehall Terminal und Battery Maritime Building. Zwischen dem East River und dem Büroturm verläuft der Parkway FDR-Drive. Westlich vom Gebäude befinden sich die Parkanlagen „Peter Minuit Plaza“ und The Battery. Das östliche Nachbargebäude ist der Büroturm 125 Broad Street. Umgebende Straßen sind Whitehall Street, Water Street, Broad Street und South Street.
One New York Plaza und weitere drei Gebäude entstanden auf einem Gelände, auf dem nach einem am Ende gescheiterten Plan von 1959 moderner Wohnraum auf der „Battery Park Urban Renewal Area“ entstehen sollte.
Baubeginn von One New York Plaza war im Jahr 1967. Nach der Fertigstellung 1969 wurde das Bauwerk 1970 offiziell eröffnet. Der Turm ist 195,1 Meter (640 Fuß) hoch und hat 50 Etagen. Die Fassade wurde von Nevio Maggiora entworfen und besteht aus einem kastenartigen „Bienenkorb“-Muster mit darin eingelassenen Fenstern, die aus aluminiumverkleideten Wandelementen bestehen, die einer Art thermisch aktivierter Aufzugsknöpfe ähneln, die zur Bauzeit beliebt waren. Auf der unteren Ebene befindet sich eine von der Ecke Water Street/Broad Street zugängliche 3700 m² große Einzelhandelsfläche mit Geschäften, Restaurants und Bistros. Der Wolkenkratzer wurde 1995 renoviert.
Bei einem durch eine fehlerhafte Computerverbindung verursachten Brand am 5. August 1970 wurden zwei Menschen getötet und 35 verletzt. Die Toten und ein Verletzter befanden sich in einem Aufzug, der durch einen sonst auf warme Finger reagierenden Rufknopf, der diesmal auf katastrophale Weise auf die Brandhitze reagierte, in die brennende 33. Etage gerufen wurde.
Im Oktober 2012 wurde das Gebäude durch Hurrikan Sandy schwer beschädigt. Die Einzelhandelshalle stand unter Wasser und musste komplett saniert werden. Sie wurde im Winter 2014 wiedereröffnet. Im Mai 2016 erwarb die China Investment Corporation (CIC) einen 49-prozentigen Anteil an dem Gebäude. Ende 2016 Kaufte AEW Capital Management einen Anteil von rund 15 % von Brookfield Properties, sodass dessen Anteil seitdem bei 36 % liegt.

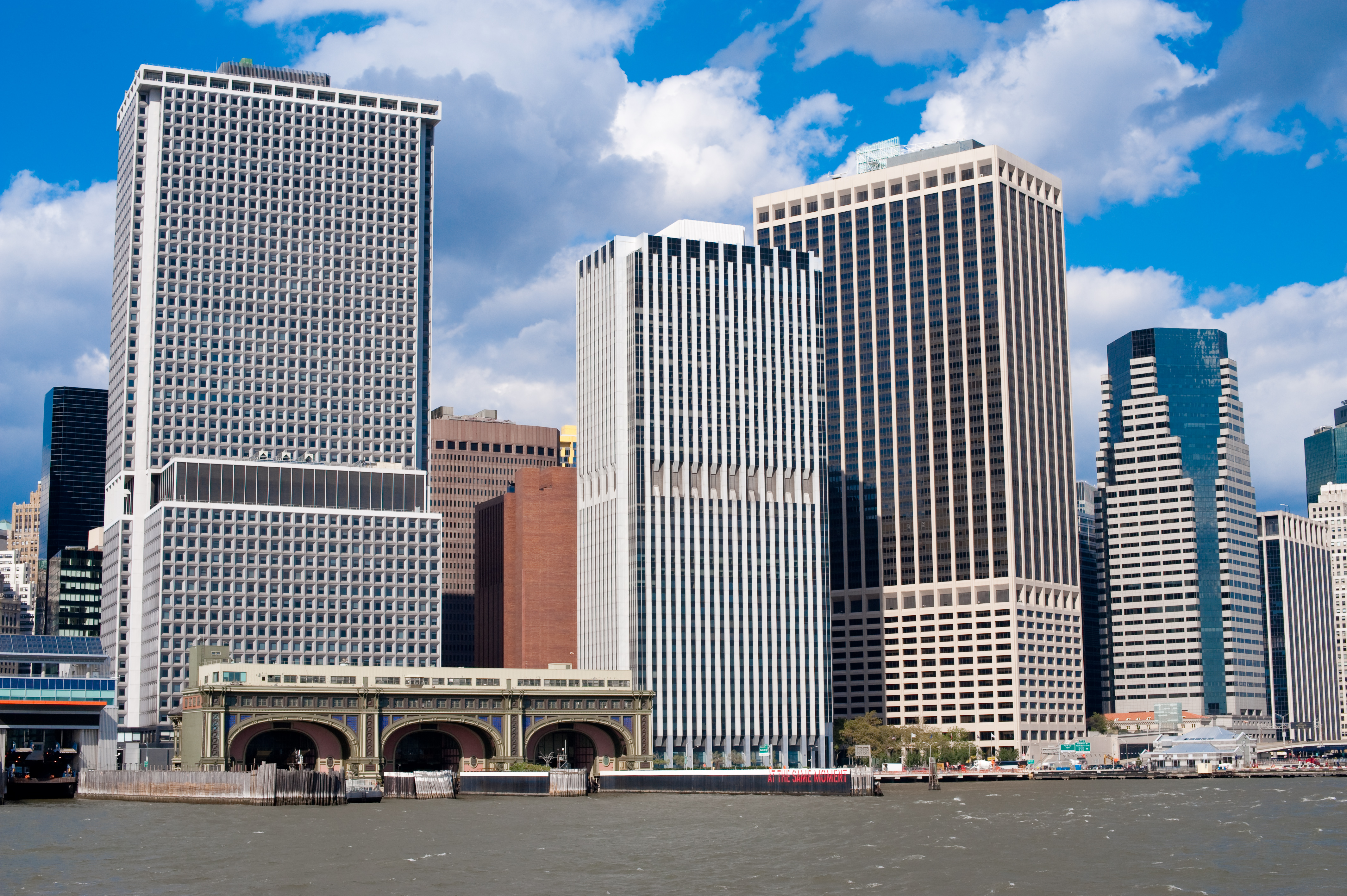
One New York Plaza (links), davor das Battery Maritime Building

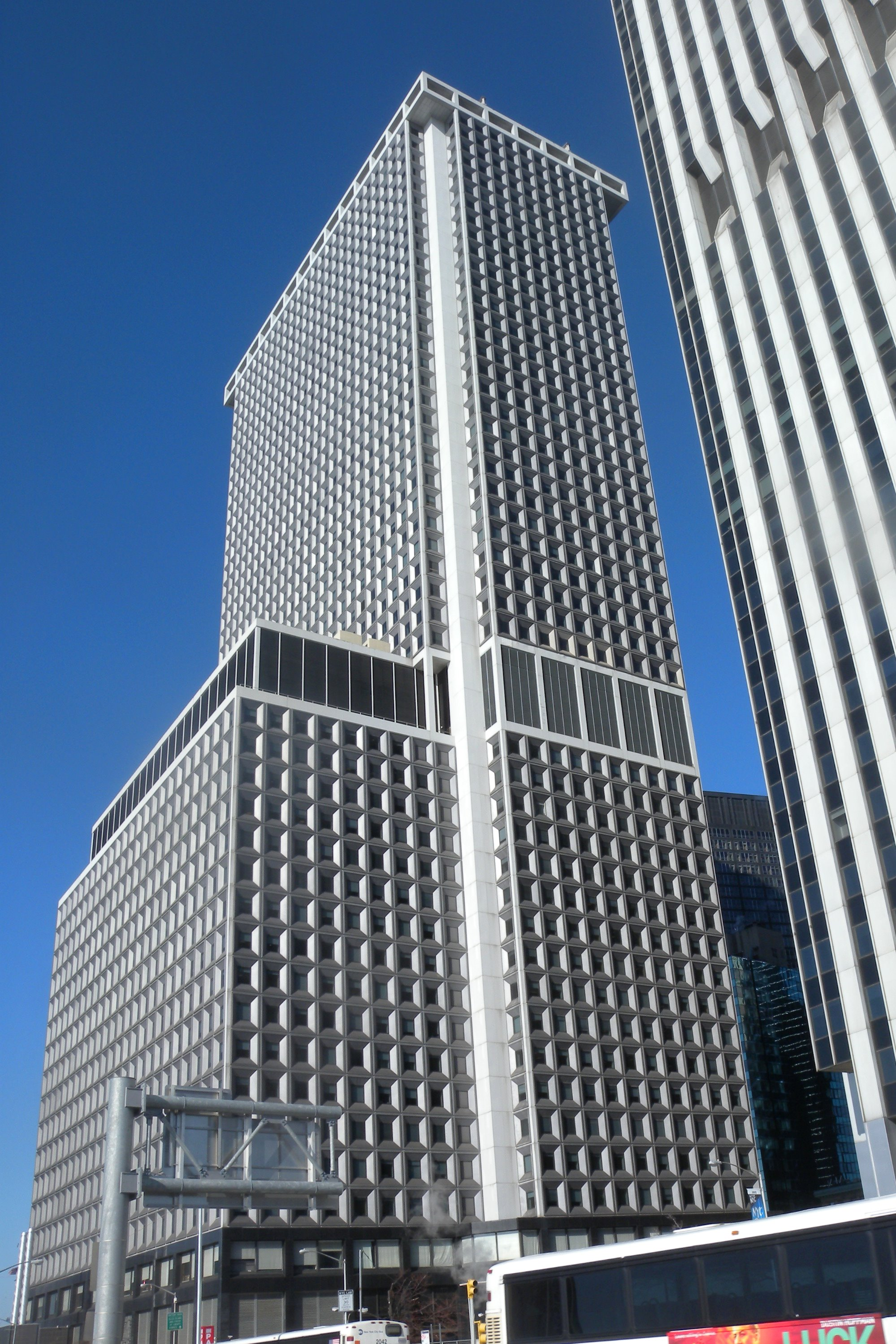
Blick von Südosten 2012